# 1686 De Sitter
1686 De Sitter este un asteroid din centura principală, descoperit pe 28 septembrie 1935, de Hendrik van Gent.